# Penichrophorus brevicornis
Penichrophorus brevicornis är en insektsart som beskrevs av Richter. Penichrophorus brevicornis ingår i släktet Penichrophorus och familjen hornstritar. Inga underarter finns listade i Catalogue of Life.